# Donneville
Donneville (em occitano:  Dònevila) é uma comuna francesa na região administrativa da Occitânia, no departamento do Alto Garona. Estende-se por uma área de 2.67 km², com 1.043 habitantes, segundo o censo de 2018, com uma densidade de 390 hab/km².